# Konchigeri, Siruguppa
Konchigeri là một làng thuộc tehsil Siruguppa, huyện Bellary, bang Karnataka, Ấn Độ.